# Salomón Lerner Ghitis
Salomón Lerner Ghitis (* Lima, 4 de abril de 1946) é um engenhario, homem de negócios e político peruano, ex-Presidente do Conselho de Ministros, nomeado por Ollanta Humala em 2011.

## Biografia
Nascido em Lima em 4 de abril de 1946. Estudiu Engenharia Industrial na Universidade Nacional de Engenharia.